# C'era una volta il festival
C'era una volta il festival è stato un programma televisivo italiano musicale, trasmesso da Canale 5 in due edizioni dallo studio 10 di Cologno Monzese (Milano), nel 1989 e nel 1990: nella prima vennero messe in gara canzoni presentate esclusivamente al Festival di Sanremo durante gli anni cinquanta, sessanta e settanta, nella seconda canzoni partecipanti anche ad altre manifestazioni musicali del passato. Entrambe le edizioni vennero condotte da Mike Bongiorno.
La gara prevedeva, al termine delle prime due serate, una classifica compilata in base alle preferenze espresse dal pubblico presente in sala: accedeva alla finale la prima metà delle canzoni in graduatoria.
La classifica finale veniva invece redatta sommando i voti espressi dal pubblico presente in studio (ogni voto moltiplicato per 100) con quelli dei lettori di TV Sorrisi e Canzoni per mezzo di cartoline.
Gli interpreti erano accompagnati da una orchestra di 33 elementi, diretta dal maestro Gianfranco Intra.

## Prima edizione (1989)
Vincitore risultò Bobby Solo con Una lacrima sul viso davanti a Don Backy con L'immensità. La Perugina conferì un premio speciale a Nilla Pizzi per Essere riuscita a unire una melodia ancora attuale nella sua dolce semplicità ad una interpretazione personale, convinta ed estremamente emozionante, riferendosi alla canzone Grazie dei fiori.

### Finalisti
- Bobby Solo - Una lacrima sul viso (109400 voti)
- Don Backy - L'immensità (69205 voti)
- Little Tony - Cuore matto (68710 voti)
- Iva Zanicchi - Zingara (65500 voti)
- Orietta Berti - Io, tu e le rose (31223 voti)
- Dino - Gli occhi miei (30102 voti)
- Wilma Goich - Le colline sono in fiore (30051 voti)
- Camaleonti - Eternità (28403 voti)
- Donatello - Io mi fermo qui (27425 voti)
- Drupi - Vado via (25326 voti)
- Antoine - Pietre (23098 voti)
- Gilda Giuliani - Serena (18318 voti)
- Cocky Mazzetti - Giovane giovane (14907 voti)
- Tony Dallara - Romantica (14899 voti)
- Sergio Endrigo - Canzone per te (13470 voti)
- Marisa Sannia - Casa bianca (12034 voti)

### Non finalisti
- Nicola Di Bari - Il cuore è uno zingaro (160 voti)
- Gigliola Cinquetti - Non ho l'età (156 voti)
- Nino Ferrer - Il re d'Inghilterra (145 voti)
- Joe Sentieri - È mezzanotte (141 voti)
- Gino Latilla - Vecchio scarpone (140 voti)
- Annarita Spinaci - Quando dico che ti amo (140 voti)
- Anna Identici - Taxi (130 voti)
- Shel Shapiro - Bisogna saper perdere (129 voti)
- Remo Germani - Stasera no, no, no (118 voti)
- Betty Curtis - Al di là (117 voti)
- Mal - Tu sei bella come sei (111 voti)
- Riccardo Del Turco - Cosa hai messo nel caffè (88 voti)
- Gianni Pettenati - La tramontana (88 voti)
- Nilla Pizzi - Grazie dei fiori (84 voti)
- Carla Boni - Viale d'autunno (70 voti)
- Emilio Pericoli - Uno per tutte (54 voti)

## Seconda edizione (1990)
Vincitori furono i Camaleonti con Perché ti amo davanti a Giorgio Consolini con Tutte le mamme. Ospiti fissi in tutte e tre le serate dello spettacolo Zuzzurro e Gaspare.

### Finalisti
- Camaleonti - Perché ti amo (56509 voti)
- Giorgio Consolini - Tutte le mamme (45010 voti)
- Bobby Solo - Se piangi, se ridi (40848 voti)
- Dik Dik - Viaggio di un poeta (39688 voti)
- Sandro Giacobbe - Signora mia (38556 voti)
- Orietta Berti - Io ti darò di più (35333 voti)
- Rita Pavone - Fortissimo (33625 voti)
- Homo Sapiens - Bella da morire (32400 voti)
- Pupo - Su di noi (31486 voti)
- Righeira - Vamos a la playa (30148 voti)
- Nico Fidenco - Con te sulla spiaggia (29259 voti)
- Sylvie Vartan - Come un ragazzo (28853 voti)
- Aurelio Fierro - Guaglione (27593 voti)
- Umberto Balsamo - Bugiardi noi (26755 voti)
- Memo Remigi - Innamorati a Milano (26366 voti)
- Gianni Nazzaro - A modo mio (24359 voti)

### Non finalisti
- Sergio Leonardi - Bambina (236 voti)
- Daniel Sentacruz Ensemble - Linda bella Linda (231 voti)
- Fausto Cigliano - E se domani (225 voti)
- Junior Magli - Alla fine della strada (219 voti)
- Wilma De Angelis - Nessuno (218 voti)
- Jimmy Fontana - Melodia (216 voti)
- Tony Dallara - Bambina bambina (208 voti)
- Los Marcellos Ferial - Angelita di Anzio (190 voti)
- Sandie Shaw - E ti avrò (176 voti)
- Nico Di Palo - Davanti agli occhi miei (171 voti)
- Nilla Pizzi - Papaveri e papere (161 voti)
- Nicola Arigliano - 20 km al giorno (158 voti)
- Flo Sandon's - A come amore (151 voti)
- Gino Latilla e Carla Boni - Casetta in Canadà (147 voti)
- Nunzio Gallo - Sedici anni (120 voti)
- Tonina Torrielli - Amami se vuoi (80 voti)

## Ascolti TV
| Puntata        | Telespettatori | Share |
| -------------- | -------------- | ----- |
| 15 Maggio 1989 | 10.156.000     |       |